# Tekniska högskolan (metropolitana di Stoccolma)
Tekniska högskolan è una stazione della metropolitana di Stoccolma.
È situata nei pressi del Istituto Reale di Tecnologia, ovvero l'istituto reale di tecnologia da cui trae origine il nome della stazione. Localizzata sul territorio della circoscrizione di Östermalm, la fermata di Tekniska högskolan si trova sul percorso della linea rossa T14 della rete metroviaria locale, tra le stazioni Stadion e Universitetet.

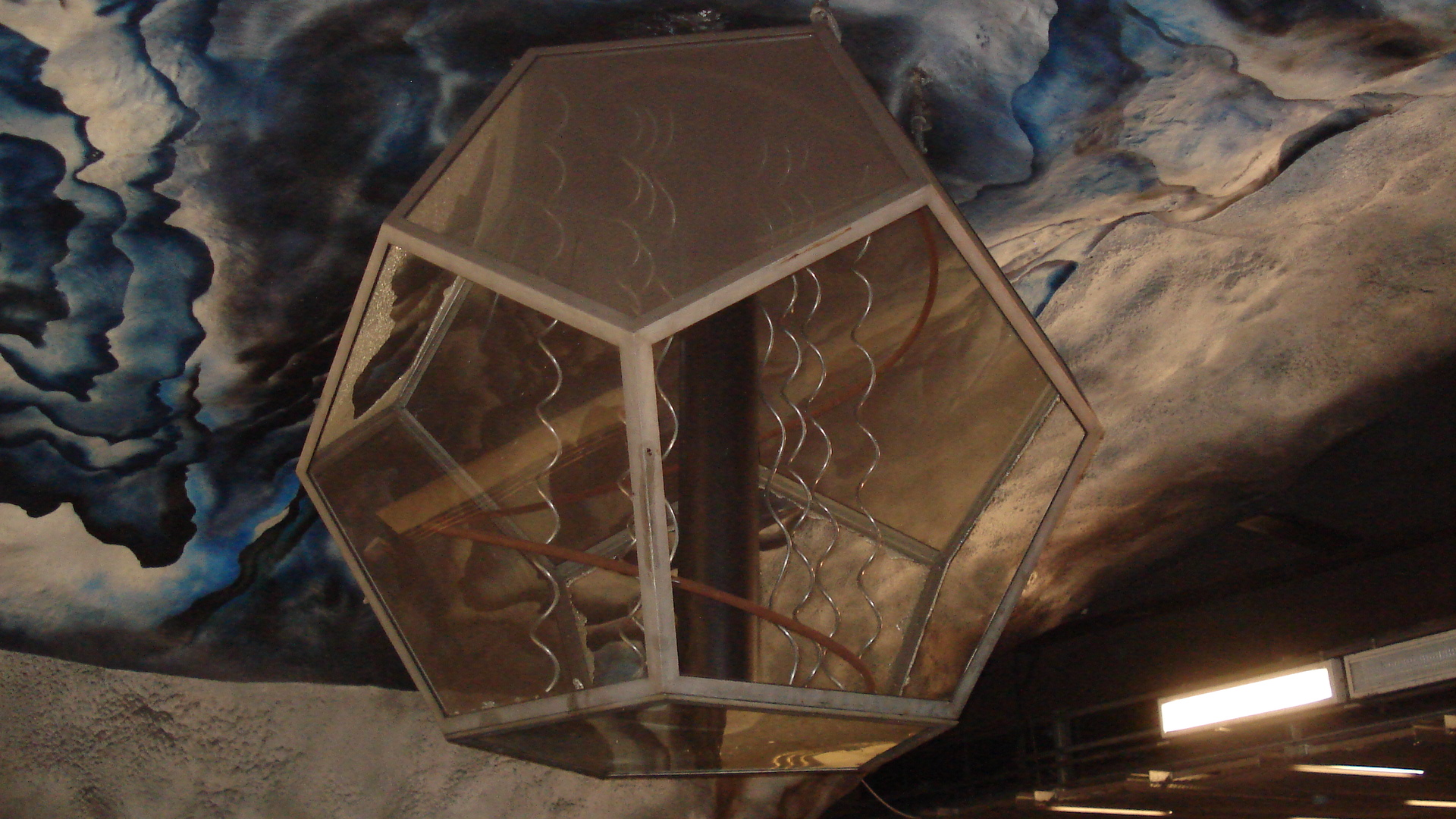
Un dettaglio degli interni.

Fu ufficialmente inaugurata il 30 settembre 1973 assumendo il ruolo di capolinea per più di un anno, fintanto che il 12 gennaio 1975 non divenne operativa l'adiacente fermata di Universitetet.
La piattaforma si trova 18 metri sotto il suolo e dista circa 4.5 chilometri dalla stazione di Slussen. È stata progettata dagli architetti Michael Granit e Per H. Reimers, mentre i suoi interni sono stati curati dall'artista Lennart Mörk con temi che richiamano gli elementi e la natura. Nel 1973, la stazione Tekniska högskolan congiuntamente con quella di Stadion ha ottenuto il premio Kasper Salin, riconoscimento assegnato dall'associazione degli architetti svedesi ad edifici o progetti di elevato standard architettonico.
Durante un normale giorno lavorativo, anche a causa del suo posizionamento e degli interscambi presenti, vi transitano mediamente 25.200 passeggeri circa.
La stazione è interconnessa con la Stockholms östra (stazione della ferrovia locale a scartamento ridotto Roslagsbanan) e con un terminal di autobus presente nelle immediate vicinanze.

## Tempi di percorrenza
| Linea | Capolinea     | Tempo  | Stazione                                                  | Tempo                          |
| T14   | Fruängen      | 24 min | Östermalmstorg T-Centralen Gamla stan Slussen Liljeholmen | 4 min 6 min 8 min 9 min 16 min |
| T14   | Mörby centrum | 9 min  | Östermalmstorg T-Centralen Gamla stan Slussen Liljeholmen | 4 min 6 min 8 min 9 min 16 min |